# Friedrich Wilhelm Ehrenfried Rost

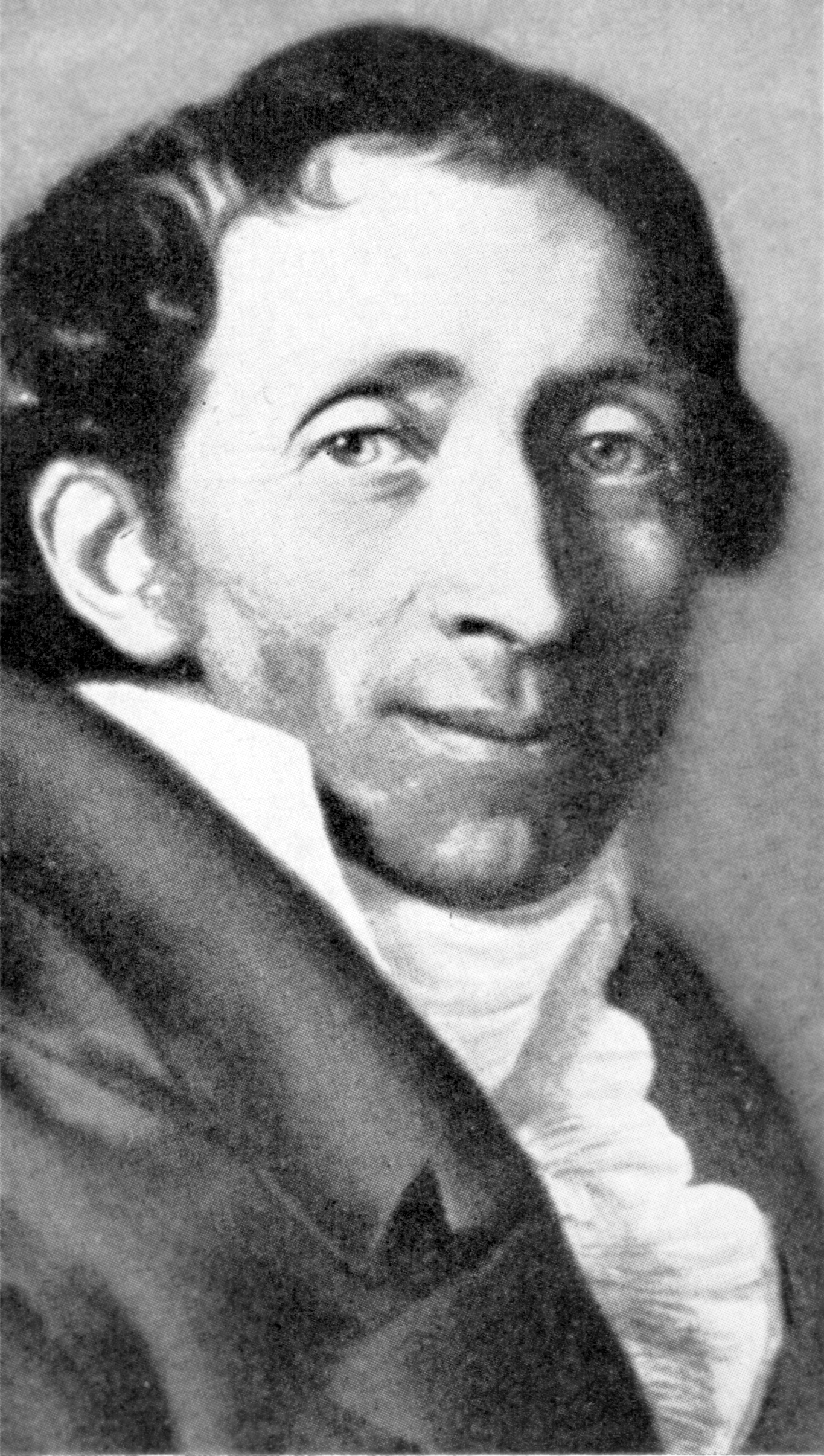
Friedrich Wilhelm Ehrenfried Rost

Friedrich Wilhelm Ehrenfried Rost (* 11. April 1768 in Budissin; † 12. Februar 1835 in Leipzig) war ein deutscher Lehrer, Philosoph und Dichter. Er war Rektor der Thomasschule zu Leipzig.

## Leben
Der Sohn des Philologen Christoph Jeremias Rost besuchte das Gymnasium in Bautzen, an dem sein Vater Rektor war. Danach studierte er von 1787 bis 1792 Philologie, Geschichte, Philosophie und Theologie an der Universität Leipzig. 1792 promovierte er zum Dr. phil. und erwarb 1794 den Magister.
Im Anschluss fungierte er als Hauslehrer beim Hofrat Friedrich August Wilhelm Wenck. Später war er erster freiwilliger Lehrer an der Leipziger Ratsfreischule und gleichzeitig Vesperprediger an der Universitätskirche St. Pauli. Im Jahr 1794 übernahm er das Rektorenamt des Gymnasiums in Plauen. Er wurde 1796 Konrektor an der Thomasschule zu Leipzig. 1800 stieg er zum Rektor auf und bekleidete dieses Amt bis zu seinem Tode. Er führte Reformen durch, so führte er den Witwenfiskus für die Lehrer ein und gründete 1820 die Sachsenstiftung in Franzensbrunnen. Rost stiftete der Schule das Bach-Ölgemälde von Elias Gottlob Haußmann (1695–1774) aus dem Jahr 1746.
Er habilitierte sich 1804 in Philosophie und war von 1804 bis 1809 Privatdozent. 1809 wurde er außerordentlicher Professor der Philosophie an der Leipziger Universität. Er war Kollege des Kleinen und Großen Fürstenkollegs der Universität. Rost schrieb mehrere Gedichte und wurde 1802 poëta laureatus der Universität Wittenberg. 1826 wurde er Mitglied der Oberlausitzer Gesellschaft der Wissenschaften (OLGdW). Außerdem war er Mitglied der Lateinischen Gesellschaft in Jena und der Historisch-Theologischen Gesellschaft zu Leipzig.
Seine Töchter Juliane Molly und Mariane Fanny vermählte er mit den Lipsius-Brüdern Karl Heinrich Adelbert Lipsius (Theologe und Rektor der Thomasschule) und Gustav Hermann Julius Lipsius (Theologe und Oberpfarrer in Bernstadt).

## Veröffentlichungen (Auszug)
- De insigni utilitate ex artis musicae studio in puerorum educatione redundante, Leipzig 1800.
- Analecta critica, 5 Teile, Leipzig 1802–1807.
- Rostiorum Latina Carmina. Cum Appendice Quorundam Irmischii Poematum, Leipzig 1812.
- Was hat die Leipziger Thomasschule für die Reformation getan? Leipzig 1817.
- Reden bei der am Grabe des Cph. Hierem. Rost gehaltenen Todtenfeier, Bautzen 1818
- Die Feyer des 600jährigen Bestehens der Thomasschule zu Leipzig, Leipzig 1822.
- Neun Lustspiele des M. Accius Plautus. Epidikus, Pseudolus, Mostallaria, Der Kaufmann, Der Perser, Amphitruo, Curculio, Truculentus und Pönulus. In alten Sylbenmaßen verdeutscht von Friedrich Wilhelm Ehrenfried Rost. Nach des Verfassers Tode aus dessen Schulschriften gesammelt und herausgegeben von Karl Heinrich Adelbert Lipsius, Leipzig 1836.